# Angitula perfecta
Angitula perfecta är en tvåvingeart som beskrevs av Malloch 1940. Angitula perfecta ingår i släktet Angitula och familjen bredmunsflugor. Inga underarter finns listade i Catalogue of Life.